# Rick Karsdorp
Rick Karsdorp, né le 11 février 1995 à Schoonhoven aux Pays-Bas, est un footballeur néerlandais. Il évolue au poste de défenseur latéral.

## Biographie

### Son parcours junior
Né à Schoonhoven aux Pays-Bas, Karsdorp a débuté au VV Schoonhoven, où son père Fred travaillait comme entraîneur. Karsdorp a ensuite été repéré par le Feyenoord Rotterdam. Après avoir rejoint le club et après le divorce de ses parents, il  déménage avec son père à Bergambacht. Il rejoint le VV Schoonhoven et y reste six mois avant de rejoindre le Feyenoord. Karsdorp est devenu un jeune espoir de l'académie du Feyenoord. Il a commencé par jouer au milieu de terrain avant d'évoluer au poste de latéral droit. 

### Au Feyenoord Rotterdam (de 2013 à 2017)
En décembre 2013, il signe son premier contrat professionnel avec le club qui l'a engagé jusqu'en 2015. Il réalise ses débuts au sein de l'équipe professionnelle le 6 août 2014 contre le club turc de Beşiktaş, en remplaçant Jordy Clasie à la 69e minute, lors du troisième tour préliminaire de la Ligue des champions lors d'une défaite 3-1 à l'extérieur. 
Karsdorp reçoit alors le numéro 26 pour la saison 2014-15. Le 24 août 2014, il fait ses débuts en championnat pour le club, en entrant à la 80e minute, lors d'une défaite 2-1 contre le FC Utrecht. Fin 2014, Karsdorp prolonge son contrat avec le Feyenoord, le maintenant jusqu'en 2018. Depuis le début de la saison, il s'est retrouvé sur le banc des remplaçants, en raison de la concurrence de ses collègues latéraux droits, Khalid Boulahrouz et Luke Wilkshire. En février 2015, il devient titulaire en raison de l'absence de Boulahrouz et de Wilkshire. Lors d'un match contre le PSV Eindhoven le 22 mars 2015, Karsdorp a délivré une passe décisive pour le premier but au club d'Anass Achahbar, qui a marqué deux fois pour le score de 2-1. Lors d'un match suivant contre le PEC Zwolle, il reçoit un carton rouge à la 71e minute, alors que le club s'inclinait 3-0. Après avoir purgé sa suspension d'un match, il est revenu dans l'équipe contre le SC Heerenveen lors du match retour de la demi-finale des play-offs du championnat, que le Feyenoord a perdu 3-2 sur l'ensemble des deux matches. À la fin de la saison 2014-15, Karsdorp a fait 25 apparitions dans toutes compétitions confondues. 
Pour la saison 2015-16, Karsdorp a changé de numéro pour le 2. Lors du premier match de la saison contre Utrecht; il est expulsé à la 50e minute pour une faute grave, lors d'une victoire 3-2. Mais son carton rouge est annulé par la commission disciplinaire de la Fédération royale néerlandaise de football et il est autorisé à revenir sur le terrain. Karsdorp a été à l'origine de trois buts en trois matches entre le 13 septembre 2015 et le 27 septembre 2015 contre Willem II, Roda JC et le PEC Zwolle. Cependant, il souffre d'une blessure à l'aine lors d'un entraînement, ce qui le met sur la touche pendant un mois. Alors qu'il était sur la touche, Karsdorp a signé un nouveau contrat le 23 octobre 2015 avec le Feyenoord, le prolongeant jusqu'en 2020. Il n'a fait son retour en équipe première que le 1er novembre 2015 contre l'ADO La Haye, débutant le match et jouant 74 minutes avant d'être remplacé, lors d'une défaite 1-0. Il a continué à donner des passes décisives, avec par exemple le quatrième but du match lors d'une victoire 5-0 contre le FC Twente le 22 novembre 2015. Après son retour de blessure, il regagne sa place en équipe première. Cependant, à la mi-février, Karsdorp se blesse de nouveau à l'aine, ce qui l'empêche de jouer deux matches. Ce n'est que le 28 février 2016 qu'il retrouve les terrains. Depuis son retour de blessure, il a aidé le Feyenoord, non seulement à remporter la Coupe des Pays-Bas après une victoire 2-1 contre le FC Utrecht en finale, mais aussi à terminer à la 3ème place du championnat après avoir battu Willem II 1-0 le 1er mai 2016. À la fin de la saison 2015-16, Karsdorp a fait 35 apparitions dans toutes les compétitions.
Au début de la saison 2016-17, Karsdorp est titulaire pour le premier match que le club perd 1-0 contre le PSV Eindhoven dans le match de Supercoupe des Pays-Bas. Il a aidé le club à enchaîner 3 matches sans but encaissé lors des trois premiers matches de championnat contre FC Groningue, Twente et Heracles Almelo. Le 30 octobre 2016, il marque son premier but pour le club, lors d'un match nul 2-2 contre Heerenveen. Il débute tous les matches depuis le début de la saison, jusqu'à ce qu'il souffre d'une blessure au ménisque lors d'un match contre son rival, l'Ajax Amsterdam, le 2 avril 2017, et qu'il soit remplacé en conséquence. Alors qu'il était sur la touche, Karsdorp signe une prolongation de contrat avec le Feyenoord jusqu'en 2021. Ce n'est que le 7 mai 2017 qu'il est revenu dans le onze de départ et a joué 82 minutes avant d'être remplacé, lors d'une défaite 3-0 contre Excelsior Rotterdam. Lors du dernier match de la saison contre Heracles Almelo, Karsdorp est entré en jeu à la 81e minute et a joué le reste du match, gagnant 3-1 pour aider le club à remporter le championnat pour la première fois depuis 1999. À la fin de la saison 2016-17, il a fait 41 apparitions et a marqué 1 but toutes compétitions confondues.

### À l'AS Roma (de 2017 à 2019)
Le 28 juin 2017, il s'engage en faveur de l'AS Roma pour une durée de cinq ans. Le montant de l’opération est évalué à 14 millions d'euros (+5 millions de bonus). Avec ce transfert, il devient la vente la plus cher de l'histoire du Feyenoord.
Il prend le numéro 26, en hommage à son premier numéro du côté du Feyenoord Rotterdam. Cependant, dès le début de saison 2017-18, Karsdorp souffre d'une blessure au genou qui le met à nouveau sur la touche. Après être revenu sur le banc des remplaçants en octobre, il fait ses débuts avec la Roma, en commençant un match et en jouant 82 minutes lors d'une victoire 1-0 contre le FC Crotone le 25 octobre 2017. Mais c'est lors de ce match qu'il se blesse au genou une nouvelle fois et qu'il est mis à l'écart pour le reste de la saison 2017-18.
Pour la saison 2018-19, Karsdorp change de numéro de maillot pour le 2. Il revient ensuite en équipe première et ne fait sa première apparition de la saison que le 31 août 2018, débutant un match et jouant 77 minutes avant d'être remplacé, lors d'une défaite 2-1 contre l'AC Milan. Mais Karsdorp se retrouve derrière dans la hiérarchie des latéraux droits, ce qui lui a valu d'être placé sur le banc des remplaçants. Il a ensuite participé aux cinq matches suivants, jouant au poste d'arrière droit entre le 14 janvier 2019 et le 8 février 2019. À la suite d'une énième nouvelle blessure, Karsdorp ne trouve que peu de temps de jeu, il est principalement sur le banc des remplaçants, alors qu'il continue à se battre pour sa place en équipe première. Mais il se reblesse, et cette fois pour le reste de la saison 2018-19. Il a fait 14 apparitions toutes compétitions confondues.

### Un retour au Feyenoord en prêt (de 2019 à 2020)
Le 7 août 2019, Karsdorp est annoncé à Feyenoord sous forme de prêt pour le reste de la saison 2019-20. Lors de son arrivée au club, il a déclaré: «Je n'ai pas beaucoup joué au football pendant deux ans, tout le monde le sait. On a souvent dit que j'étais blessé, parfois ce n'était pas le cas, mais je me sens en forme maintenant». Il joue son premier match lors du premier match de la saison, lors d'un match nul 1-1 contre Heerenveen. Karsdorp a ensuite disputé les deux matches contre l'Hapoël Beer-Sheva et a été à l'origine de deux buts au match retour, aidant le club à s'imposer 6-0 sur l'ensemble des deux matches et à se qualifier pour la phase de groupes de l'UEFA Europa League. Ce n'est que le 15 septembre 2019 que Karsdorp a marqué son premier but pour le club, lors d'une victoire 3-2 contre l'ADO Den Haag. Après avoir manqué un match, il est revenu dans le onze de départ contre le FC Twente le 29 septembre 2019 et a été à l'origine du premier but de Feyenoord, lors d'une victoire 5-1. Il marque ensuite son deuxième but de la saison, lors d'une victoire 2-0 contre Porto en UEFA Europa League. Cependant, Karsdorp souffre d'une blessure à l'aine qui l'a empêché de jouer pendant deux mois. Ce n'est que le 25 janvier 2020 qu'il fait son retour en équipe première, en entrant en jeu à la 83e minute, lors d'une victoire 3-2 contre Heracles. Il a ensuite été à l'origine de deux buts en deux matches entre le 16 et le 22 février 2020 contre le PEC Zwolle et le Fortuna Sittard. Il continue d'être titulaire, faisant 22 apparitions et marquant 2 buts toutes compétitions confondues avant que l'Eredivisie 2019-20 et la Coupe des Pays-Bas de football, compétition dans laquelle le club atteint la finale, ne soient interrompues aux Pays-Bas le 12 mars en raison de la pandémie. À la suite de cela, Karsdorp est retourné à son club d'origine malgré les spéculations de transfert définitif au Feyenoord.

### Retour à Rome (de 2020 à 2024)
À partir de la saison 2020-21, Karsdorp réussit à obtenir une place de titulaire. Il a également conservé sa place de titulaire lors de la saison 2021/22. À la fin de cette saison, il remporte la première édition de Ligue Conférence avec la Roma. En novembre de la saison 2022/23, il entre en conflit avec l'entraîneur José Mourinho.
Le 29 août 2024, Rick Karsdorp trouve un accord avec le club pour rompre son contrat alors que celui-ci se terminait en juin 2025.

### Retour au pays au PSV Eindhoven (de 2024 à aujourd'hui)
Le 31 août 2024, Karsdorp est annoncé aux Pays-Bas et signe avec le PSV Eindhoven pour un contrat d'1 année avec une option de prolongation.

### En équipe nationale

#### Chez les jeunes (de 2011 à 2015)
En août 2011, Il est appelé pour la première fois en Équipe des Pays-Bas U17. Il fait ses débuts avec les U17 néerlandais en débutant le match lors d'une victoire 1-0 contre l'Équipe d'Italie U17 le 16 septembre 2011. Trois jours plus tard, le 19 septembre 2011, Karsdorp fait sa deuxième (et dernière) apparition avec les U17, en entrant en jeu à la 41e minute, lors d'une victoire 3-1 contre l'Équipe d'Israël U17.
En août 2012, Karsdorp est appelé en équipe des Pays-Bas U18. Il fait ses débuts avec les U18 néerlandais contre les U18 des Etats-Unis le 11 septembre 2012, débutant le match et marquant le premier but des U18 lors d'une défaite 4-2. Karsdorp a fait 2 apparitions avec les U18 néerlandais.
En août 2013, Karsdorp est appelé avec l'équipe des Pays-Bas U19. Il fait ses débuts avec les U19 néerlandais contre l'Équipe d'Allemagne U19 le 6 septembre 2013, débutant le match en position de milieu central, lors d'une défaite 6-1. Karsdorp a ensuite marqué son premier but avec les U19 néerlandais, lors d'une victoire 3-1 contre la Turquie U19 le 13 octobre 2013. Il a fait 7 apparitions et a marqué une fois pour l'équipe U19.
En octobre 2014, Karsdorp est appelé pour la première fois en Équipe des Pays-Bas U20. Il fait ses débuts avec les U20 néerlandais lors d'un match nul 2-2 contre l'Équipe de Turquie U20 le 9 octobre 2014. Il a fait 3 apparitions avec la sélection U20.
Un mois plus tard en novembre, Karsdorp est appelé pour la première fois en Équipe des Pays-Bas espoirs (U21). Il fait ses débuts avec les U21 néerlandais lors d'une défaite 3-1 contre l'Allemagne U21 le 13 novembre 2014. Karsdorp a fait 2 apparitions avec l'équipe U21.

#### Avec l'équipe première (de 2015 à aujourd'hui)
Karsdorp est appelé pour la première fois en Équipe des Pays-Bas en septembre 2015 pour les éliminatoires de l'Euro 2016 contre le Kazakhstan et la République Tchèque. Il a été rappelé en mars 2016 pour les matches amicaux contre la France et  l'Angleterre.
Ce n'est que le 7 octobre 2016 que Karsdorp a fait ses débuts avec les Pays-Bas, en tant qu'arrière droit, lors d'une victoire 4-1 contre la Biélorussie. Lors du match suivant contre la France, il a de nouveau été titularisé au poste d'arrière droit, alors que l'équipe nationale s'est inclinée 1-0. Sa dernière apparition avec les Pays-Bas a eu lieu le 25 mars 2017 contre la Bulgarie, lors d'un match de qualification pour la Coupe du monde 2018, qui s'est soldé par une défaite 2-0.
N'ayant pas été appelé en équipe senior depuis plus de 2 ans, Karsdorp a déclaré en septembre 2019 : «Bien sûr, j'ai fait partie de l'équipe nationale néerlandaise et j'ai également regardé l'équipe hollandaise la semaine dernière. Je suis heureux des deux victoires et je ne veux pas du tout être impliqué avec les Orange. Je n'ai joué que quatre matches ici, avant cela. Quinze matches en 100 semaines. Si j'ai joué vingt matches, délivré dix passes décisives et marqué cinq buts, vous pouvez me demander si les Orange reviendront sur le devant de la scène. Je suis revenu à Feyenoord en toute connaissance de cause. Vous savez simplement que si vous jouez ici chaque semaine et que vous vous débrouillez bien, des opportunités se présentent».

## Statistiques
| Saison                | Club                  | Championnat           | Championnat | Championnat | Coupe(s) nationale(s) | Coupe(s) nationale(s) | Compétition(s) continentale(s) | Compétition(s) continentale(s) | Compétition(s) continentale(s) | Total | Total |
| Saison                | Club                  | Division              | M.          | B.          | M.                    | B.                    | Comp.                          | M.                             | B.                             | M.    | B.    |
| 2014-2015             | Feyenoord Rotterdam   | Eredivisie            | 19          | 0           | 1                     | 0                     | C1+C3                          | 1+4                            | 0+0                            | 25    | 0     |
| 2015-2016             | Feyenoord Rotterdam   | Eredivisie            | 29          | 0           | 6                     | 0                     | -                              | -                              | -                              | 35    | 0     |
| 2016-2017             | Feyenoord Rotterdam   | Eredivisie            | 30          | 1           | 5                     | 0                     | C3                             | 6                              | 0                              | 41    | 1     |
| 2019-2020             | Feyenoord Rotterdam   | Eredivisie            | 15          | 1           | 2                     | 0                     | C3                             | 5                              | 1                              | 22    | 2     |
| Sous-total            | Sous-total            | Sous-total            | 93          | 2           | 14                    | 0                     | -                              | 16                             | 1                              | 123   | 3     |
| 2017-2018             | AS Rome               | Serie A               | 1           | 0           | -                     | -                     | C1                             | -                              | -                              | 1     | 0     |
| 2018-2019             | AS Rome               | Serie A               | 11          | 0           | 1                     | 0                     | C1                             | 2                              | 0                              | 14    | 0     |
| 2020-2021             | AS Rome               | Serie A               | 34          | 1           | 1                     | 0                     | C3                             | 10                             | 0                              | 45    | 1     |
| 2021-2022             | AS Rome               | Serie A               | 36          | 0           | 2                     | 0                     | C4                             | 13                             | 0                              | 51    | 0     |
| 2022-2023             | AS Rome               | Serie A               | 13          | 0           | -                     | -                     | C3                             | 5                              | 0                              | 18    | 0     |
| 2023-2024             | AS Rome               | Serie A               | 18          | 0           | 2                     | 0                     | C3                             | 8                              | 0                              | 28    | 0     |
| Sous-total            | Sous-total            | Sous-total            | 113         | 1           | 6                     | 0                     | -                              | 38                             | 0                              | 157   | 1     |
| 2024-2025             | PSV Eindhoven         | Eredivisie            | 12          | 0           | 1                     | 0                     | C1                             | 7                              | 0                              | 20    | 0     |
| Total sur la carrière | Total sur la carrière | Total sur la carrière | 218         | 3           | 21                    | 0                     | -                              | 61                             | 1                              | 300   | 4     |

## Palmarès
- Feyenoord
  - Vainqueur de la Coupe des Pays-Bas en 2016
  - Championnat des Pays-Bas en 2017

- AS Roma
  - Vainqueur de la Ligue Europa Conférence en 2022
  - Finaliste de la Ligue Europa en 2023